# ITF Women's Circuit Chiasso 2011
L'ITF Women's Circuit Chiasso 2011 è stato un torneo di tennis facente parte della categoria ITF Women's Circuit nell'ambito dell'ITF Women's Circuit 2011. Il torneo si è giocato a Chiasso in Svizzera 25 aprile al 1º maggio 2011 su campi in terra rossa e aveva un montepremi di $25,000.

## Vincitori

### Singolare
Mónica Puig ha battuto in finale  Andrea Hlaváčková con il punteggio di 7–6(4), 7–5

### Doppio
Yvonne Meusburger /  Kathrin Wörle hanno battuto in finale  Claire Feuerstein /  Anaïs Laurendon con il punteggio di 6–3, 6–3